# Епархия Ахмадабада
Епархия Ахмадабада (лат. Dioecesis Ahmedabadensis) — епархия Римско-Католической церкви c центром в городе Ахмадабад, Индия. Епархия Ахмадабада входит в митрополию Гандинагара. Кафедральным собором епархии Ахмадабада является церковь Пресвятой Девы Марии Кармельской.

## История
5 мая 1949 года Римский папа Пий XII выпустил буллу Bombayensis Archidioecesis, которой учредил епархию Ахмадабада, выделив её из архиепархии Бомбея. В этот же день епархия Ахмадабада вошла в митрополию Бомбея. 
26 февраля 1977 года епархия Ахмадабада передала часть своей территории для возведения новой епархии Раджкота.
11 ноября 2002 года епархия Ахмадабада вошла в митрополию Гандинагара.

## Ординарии епархии
- епископ Эдвин Пинто (5.05.1949 — 1973);
- епископ Charles Gomes (1.07.1974 — 21.05.1990);
- епископ Станислаус Фернандес (21.05.1990 — 11.11.2002) — назначен архиепископом Гандинагара;
- епископ Thomas Ignatius MacWan (11.11.2002 — по настоящее время).

## Источник
- Annuario Pontificio, Ватикан, 2007
- Булла Bombayensis Archidioecesis, AAS 41 (1949), стр. 483  (лат.)